# 雅音
雅音，即中原雅音，又稱雅言、通語、正音等，指自上古以來中國各朝的通用語言，通行於中央官方和文人群體。
孔子在春秋時期的文學文化活動和著述採用雅言，吉礼、凶礼、军礼、宾礼、嘉礼的礼仪活动以及《诗经》、《尚书》的教学皆以雅言交流。
汉代纬书讲孔子作《尔雅》，孔子云：《尔雅》以观於古。《爾雅》一书为声形训诂之原，意思是接近、符合雅言。《尔雅》是雅言字义书之祖，用义训法，发展为许多雅书，如魏张揖《广雅》、宋陆佃《埤雅》、明朱谋玮《骈雅》、方以智《通雅》。以上各种都是训诂书，后人就称为训诂学，是两汉人训释先秦古书的一种学问。尔雅学也就是研究雅言的学问。

## 华夷之辨
“雅言”也是相對於華夏語中各個方言而言的。扬雄《方言》材料部分出自周秦旧籍，保存了古语词汇，其中有古之雅言，也有古之方言。《方言》的编辑体例之一是用雅言或通语来解释方言。文人士大夫多以“雅言”为贵、轻视排斥方言俚语。荀子推崇“使夷俗邪音不敢亂雅”。明代乐韶凤等人编纂的《洪武正韵》也标榜"一以中原雅音为定"。

## 雅言与《切韵》
三国孫炎著《爾雅音義》，用反切注音，從此反切盛行。《切韵》是以雅言作为基础的，兼顧了南北方音，參校了六朝韻書反切而成。陈寅恪在《从史实论切韵》中说：“更就颜黄门论金陵洛下士庶语音之优劣观之，知其必有一衡度之标准，此标准为何？殆即东汉曹魏西晋以来，居住洛阳及其近傍之士大夫集团所操之雅音是也。”周祖谟看法也一致。
雅音在中古汉语时期（主要是唐、宋）为流行于中原（时汴、洛一带）的全国通用语言。为了方便于日常生活中的互相交流，各地庶民也常以地方特色的方言而非官方的雅言来作为自己的首选口头语。

## 通用语争议
- 支持雅音是通用语的资料：

- 李新魁，《中古音》 商务印书馆，1991年11月图书介绍
- （支持雅音是通用语的同时，阐述了学界对是否存在通用语的争论）

- 反对雅音是通用语的资料：

- 丁邦新，《汉语音韵史上有待解决的问题》，第三届国际汉学会议论文集语言组 PDF版 （页面存档备份，存于）